# Carlos Pierre

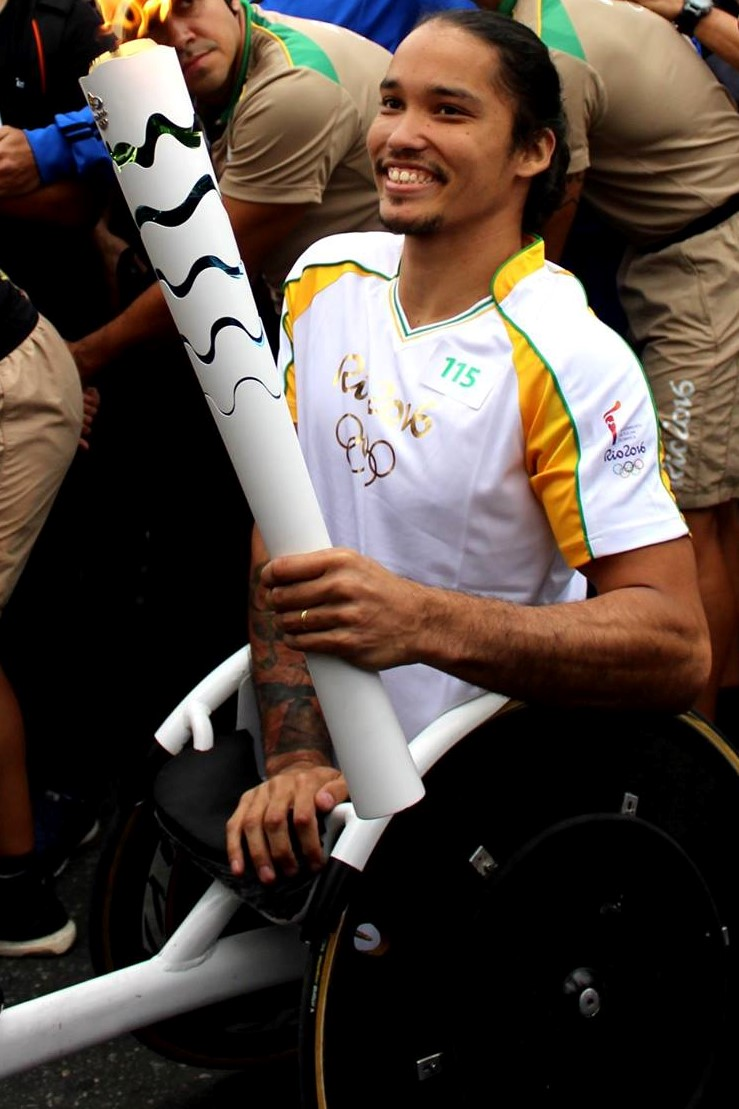
Condução da Tocha Olímpica para os jogos do Rio 2016

Carlos Pierre (Santos) é um paratleta, corredor em cadeira de rodas, embora nascido em Santos, litoral paulista, é crescido e criado na cidade de Guarujá. Sua deficiência é causada pela doença de nome artrogripose (doença caracterizada por deformidades e rigidez nas articulações. Gerando intensa fraqueza muscular e devido a isto a necessidade do uso cadeira e de atuar no esporte adaptado na categoria T54. O mais novo entre quatro irmãos foi o único a seguir carreira no esporte, já praticou modalidades de quadra contudo mais intensa em sua vida é o atletismo. Atualmente participa de corridas com uma cadeira especifica, diferente da de uso diário. Ele já participou de provas tanto rasas em pista dentro e fora do país, também maratonas incluindo a São Silvestre, ficando em segundo lugar nas vezes em que participou. E no japão.

## Biografia
Descoberto pelo clube APBS (Associação Paradesportiva da Baixada Santista) aos 18 anos onde até os dias atuais é afiliado iniciou sua carreira no basquete sobre rodas. Jovem e engajado interrompeu um tratamento que fazia para andar porque além de não ver resultados afirma que o esporte o fez sentir-se completo e ao descobrir a satisfação pessoal dentro do esporte, nunca mais deixou de treinar em sua vida.
Mesmo que com alguns empecilhos após o time de Guarujá onde jogava basquete se desfazer, foi convidado e aceitou mudar-se para o Rio de Janeiro em 2012 e naquele ano pode compartilhar um terceiro lugar no campeonato brasileiro. Além de aumentar sua coleção de medalhas que até hoje não para de crescer, adquiriu pela primeira vez o direito de receber a Bolsa Atleta (beneficio concedido para os melhores colocados em campeonato brasileiro) para o ano seguinte. 
Mesmo sem o time de basquete decidiu voltar para o Guarujá em 2013 e tentou treinar handball sobre rodas, paralelamente já participava de provas curtas de corrida, principalmente 100 e 200 metros. No Handball sobre rodas, seu time ficou em segundo lugar no campeonato paulista, mas não foi adiante. Com o dinheiro da bolsa atleta em 2014 adquiriu uma cadeira de corrida de material melhor do que a que ele usava, lhe proporcionou um melhor desempenho mesmo ainda não sendo a ideal. Em 2015 começou a seguir planilhas de treino feita por seu atual técnico Fernando Orso, e começou a apresentar melhoras significativas.
A partir deste trabalho em conjunto os resultados tem sido os melhores, desenvolveu resistência para provas internacionais no Brasil como São Silvestre e entre outras do Circuito Yescom. Com determinação obteve fundos suficientes para disputar a partir de 2016 suas primeiras provas internacionais, dentre os países Japão e Suíça. Foi convidado a conduzir a Tocha Olímpica na sua cidade em 2016, honra que dividiu com outros atletas da região dentre eles o Surfista Adriano de Souza mais conhecido como Mineirinho. Em Outubro de 2016 ficou e 16º na Meia Maratona do Japão em Oita e em Junho de 2017 e 2018 conseguiu o feito de bater marcas brasileiras na Suíça, nas distancias 800, 1500 e 5.00 metros. Sendo então recordista brasileiro dessas provas.

### Premiações
| Provas                                          | Distancia      | Colocação |
| ----------------------------------------------- | -------------- | --------- |
| Circuito Caixa Loterias fase regional 2011      | 100 e 400 mts  | Ouro      |
| Circuito Caixa Loterias fase regional 2012      | 100 e 200 mts  | Ouro      |
| Circuito Caixa Loterias fase regional 2014      | 100mts         | ouro      |
| Circuito Caixa Loterias fase nacional 2015      | 100, 400 mts   | Prata     |
| Jogos Abertos 2015                              | 100, 200 e 400 | Ouro      |
| 30º Campeonato Santista de Pedetrianismo 2015   | 10 km          | 3º Lugar  |
| 49º Sargento Gonzaguinha 2015                   | 15 km          | 3º Lugar  |
| 33º Maratona Internacional de Porto Alegre 2016 | 21 km          | 1º Lugar  |
| Meia Maratona Internacional de São Paulo 2016   | 21 km          | 1º Lugar  |
| XVIII Volta internacional da Pampulha 2016      | 18 km          | 1º Lugar  |
| 92º Corrida internacional São Silvestre 2016    | Exemplo        | 2º lugar  |
| 32º Campeonato Santista de Pedestrianismo 2017  | 10 km          | 1º Lugar  |
| XIX Volta internacional da Pampulha 2017        | 18 km          | 2º lugar  |
| Meia Maratona Internacional de São Paulo 2017   | 21 km          | 2º lugar  |
| 93º Corrida Internacional São Silvestre         | Exemplo        | 2º lugar  |
| Meia Maratona Internacional de São Paulo 2018   | 21 km          | 1º Lugar  |
| Maratona Internaciona de São Paulo              | 42 km          | 2º lugar  |